# Campionatul Mondial de Scrimă din 2007
Campionatul Mondial de Scrimă din 2007 s-a desfășurat în perioada 30 septembrie-8 octombrie la Sankt Petersburg în Rusia.

## Rezultate

### Masculin
| Probă                 | Aur                                                                     | Argint                                                                       | Bronz                                                                     |
| Spadă la individual   | Krisztián Kulcsár (HUN)                                                 | Érik Boisse (FRA)                                                            | Diego Confalonieri (ITA) · Jérôme Jeannet (FRA)                           |
| Spadă pe echipe       | Franța Érik Boisse Fabrice Jeannet Jérôme Jeannet Ulrich Robeiri        | Italia Stefano Carozzo Diego Confalonieri Alfredo Rota Matteo Tagliariol     | Ungaria Gábor Boczkó Géza Imre Iván Kovács Krisztián Kulcsár              |
| Floretă la individual | Peter Joppich (GER)                                                     | Andrea Baldini (ITA)                                                         | Benjamin Kleibrink (GER) · Lei Sheng (CHN)                                |
| Floretă pe echipe     | Franța Nicolas Beaudan Brice Guyart Erwann Le Péchoux Marcel Marcilloux | Germania Dominik Behr Peter Joppich Benjamin Kleibrink Christian Schlechtweg | Coreea de Sud Choi Byung-chul Jung Chang-yong Park Hee-kyung Son Young-ki |
| Sabie la individual   | Stanislav Pozdniakov (RUS)                                              | Aldo Montano (ITA)                                                           | Nicolas Limbach (GER) · Oh Eun-seok (KOR)                                 |
| Sabie pe echipe       | Ungaria Tamás Decsi Balázs Lontay Zsolt Nemcsik Áron Szilágyi           | Franța Vincent Anstett Nicolas Lopez Julien Pillet Boris Sanson              | Italia Aldo Montano Diego Occhiuzzi Gianpiero Pastore Luigi Tarantino     |

### Feminin
| Probă                 | Aur                                                                                     | Argint                                                               | Bronz                                                                         |
| Spadă la individual   | Britta Heidemann (GER)                                                                  | Li Na (CHN)                                                          | Maureen Nisima (FRA) · Irina Embrich (EST)                                    |
| Spadă pe echipe       | Franța Audrey Descouts Laura Flessel-Colovic Hajnalka Kiraly Picot Maureen Nisima       | Rusia Tatiana Logunova Liubov Șutova Anna Sivkova Eugenia Stroganova | Germania Claudia Bokel Imke Duplitzer Britta Heidemann Marijana Markovic      |
| Floretă la individual | Valentina Vezzali (ITA)                                                                 | Margherita Granbassi (ITA)                                           | Giovanna Trillini (ITA) · Aida Mohamed (HUN)                                  |
| Floretă pe echipe     | Polonia Sylwia Gruchała Katarzyna Kryczalo Magdalena Mroczkiewicz Małgorzata Wojtkowiak | Rusia Aida Șanaeva Iulia Hakimova Evgenia Lamonova Iana Ruzavina     | Japonia Kanae Ikehata Maki Kawanishi Yoko Makishita Chieko Sugawara           |
| Sabie la individual   | Elena Neceaeva (RUS)                                                                    | Tan Xue (CHN)                                                        | Bogna Jóźwiak (POL) · Gioia Marzocca (ITA)                                    |
| Sabie pe echipe       | Franța Cécile Argiolas Solenne Mary Anne-Lise Touya Carole Vergne                       | Ucraina Olha Harlan Olena Homrova Nina Kozlova Halîna Pundîk         | Rusia Ekaterina Fedorkina Svetlana Kormilitsina Elena Neceaeva Sofia Velikaia |

## Clasament pe medalii
Legendă
  *   Țara gazdă
| Loc | Țară          | Aur | Argint | Bronz | Total |
| --- | ------------- | --- | ------ | ----- | ----- |
| 1   | Franța        | 4   | 2      | 2     | 8     |
| 2   | Rusia         | 2   | 2      | 1     | 5     |
| 3   | Germania      | 2   | 1      | 3     | 6     |
| 4   | Ungaria       | 2   | 0      | 2     | 4     |
| 5   | Italia        | 1   | 4      | 4     | 9     |
| 6   | Polonia       | 1   | 0      | 1     | 2     |
| 7   | China         | 0   | 2      | 1     | 3     |
| 8   | Ucraina       | 0   | 1      | 0     | 1     |
| 9   | Coreea de Sud | 0   | 0      | 2     | 2     |
| 10  | Estonia       | 0   | 0      | 1     | 1     |
| 10  | Japonia       | 0   | 0      | 1     | 1     |